# Sue Monk Kidd
Sue Monk Kidd, född 12 augusti 1948 i Sylvester i Georgeia, är en amerikansk författare, som blev känd efter publiceringen av Honungsbiets hemliga liv.

## Biografi
Sue Monk föddes i Albany, Georgia, men växte upp i Sylvester i Worth County. Redan vid unga år uppmuntrade föräldrar och lärare hennes skrivande, men hon utbildade sig vid Texas Christian University och blev sjuksköterska 1970. Hon återvände till Georgia och arbetade som sjuksköterska  och undervisade i medicin vid Medical College of Georgia. På 1980-talet tog hon en kurs i kreativt skrivande vid Emory University och publicerade sin första bok, God's Joyful Surprise 1987.
Monk gifte sig med Sanford Kidd och har två döttrar Ann och Bob.

## Författarskap
Monk inspirerades av Thomas Merton och har skrivit två andliga böcker, God's Joyful Surprise och When the Heart Waits. Hon har även påverkats av Henry David Thoreau, Kate Chopin och Carl Jung.